# Мармыжка
Мармыжка — река в России, протекает в Тульской области. Правый приток Плавы.

## География
Река Мармыжка берёт начало у деревни Петровское Щёкинского района. Течёт на запад по открытой местности. На реке расположены деревни Средние Мармыжи и Нижние Мармыжи. Мармыжка впадает в Плаву в черте города Плавска в районе Набережной улицы. Устье реки находится в 42 км по правому берегу реки Плавы. Длина реки составляет 11 км. 

## Данные водного реестра
По данным Государственного водного реестра России, относится к Окскому бассейновому округу, водохозяйственный участок реки — Упа от истока и до устья, речной подбассейн реки — Бассейны притоков Оки до впадения Мокши. Речной бассейн реки — Ока.
По данным геоинформационной системы водохозяйственного районирования территории РФ, подготовленной Федеральным агентством водных ресурсов:
- Код водного объекта в государственном водном реестре — 09010100312110000019380
- Код по гидрологической изученности (ГИ) — 110001938
- Код бассейна — 09.01.01.003
- Номер тома по ГИ — 10
- Выпуск по ГИ — 0